# Mellotron

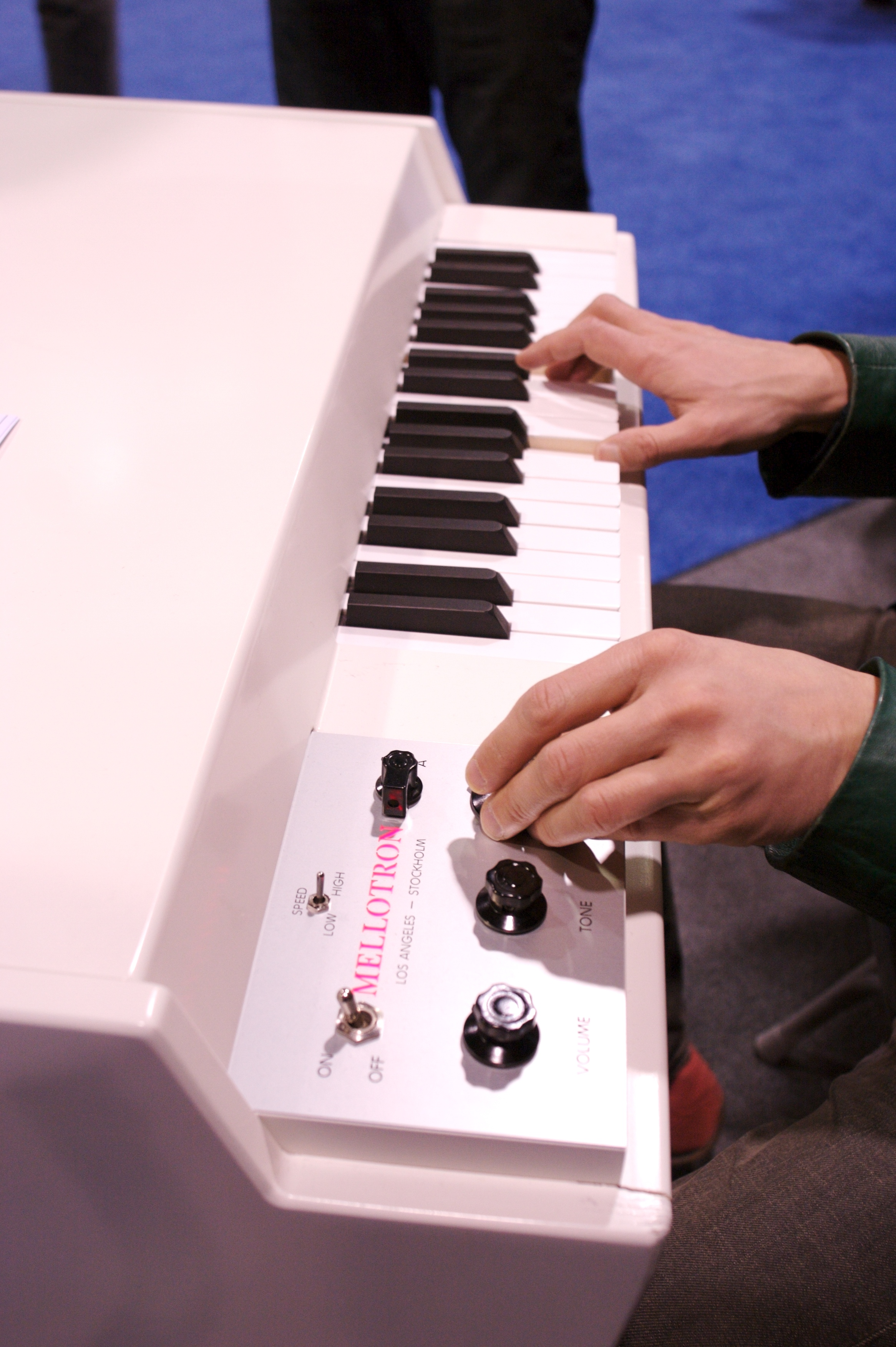
Mellotron Mark VI

Schematisk skiss över mellotronens bandbana.
1. Tangent
2. Mothåll för tonhuvud
3. Mothåll för bandhjul
4. Banduppsamlare
5. Bandhjul
6. Tonhuvud
7. Bandfjäder

En mellotron är ett elektroniskt klaviaturinstrument och en av föregångarna till dagens samplers, utvecklad och tillverkad i England under 1960-talet. En magnetisk bandslinga är kopplad till varje tangent på mellotronen, och då tangenten trycks ned läser ett tonhuvud av bandslingan. Vanligt förekommande ljud, som spelades in kromatiskt ton för ton, var till exempel violin, cello, körer eller flöjter. Föregångaren till mellotronen var instrumentet Chamberlin.
Ett välkänt musikstycke där mellotron används är flöjtljudet i introt till Beatles "Strawberry Fields Forever" (1967). Band som King Crimson och Genesis använde mellotron flitigt och gjorde den till ett populärt instrument inom den progressiva rocken.
Då en mellotron är ett ömtåligt, komplicerat och även mycket tungt instrument har flera försök gjorts att ersätta instrumentet, bland annat med Orchestron, Birotron och ARP Solina String Ensemble. Dock har ingen av de tilltänkta ersättarna lyckats bli så populär som mellotronen, och mellotronfantasterna menar att ingen av dem lyckas återskapa det speciella ljudet en äkta mellotron har.

## Modeller
Mellotroner har under åren tillverkats under flera företagsnamn. Företag inblandade under åren har varit Aldridge Electronics, Bradmatic Productions, Mellotronic Manufacturing, Streetly Electronics, Mellotronics och Mellotron USA Ltd. Här listas samtliga modeller. 
- Mellotron Mark I är en prototypmodell med dubbla manualer. Den tillverkades åren 1963-1964 i tio exemplar.
- Mellotron Mark II är en modell med dubbla manualer. Den tillverkades åren 1964-1967 i runt 650 exemplar.
- Mellotron FX Console är en modell med dubbla manualer. Den tillverkades åren 1966-1967 i runt 60 exemplar.
- Mellotron M300 är en modell med enkel manual. Den tillverkades åren 1968-1970 i runt 160 exemplar.
- Mellotron M400 och M400SM är den mest populära modellen och den har enkel manual. Den tillverkades åren 1970-1980 i runt 1850 exemplar. De sista åren tillverkades den under namnet Novatron. En uppsättning band till denna modell har tre ljud.
- Mellotron Mark V är en modell med dubbla manualer. Den tillverkades åren 1976-1981 i nio exemplar. De sista åren tillverkades den under namnet Novatron. Använder samma band som M400. Kända användare är Patrick Moraz, Tangerine Dream, Mike Pinder[1]  och Anekdoten.
- Novatron T-550 är en modell med enkel manual. Den tillverkades åren 1976-1978 i sju exemplar.
- Mellotron 4-Track är en modell med enkel manual. Den tillverkades i USA åren 1980-1983 i endast fyra exemplar.
- Mellotron Mark VI är en modell med enkel manual. Denna modell är en nytillverkad M400 med elektroniken utbytt mot modernare och stabilare komponenter. Använder samma band som M400. Modellen tillverkas i Stockholm.
- Mellotron Mark VII är en modell med dubbla manualer och är i praktiken två sammanbyggda Mark VI. Använder samma band som M400. Modellen tillverkas i Stockholm.
- Streetly M4000 är en nytillverkad modell med enkel manual. Till det yttre påminner den om en M400 men på insidan skiljer den sig markant, bland annat genom att ha ändlösa bandslingor.
- Streetly M5000 är en nytillverkad modell med dubbla manualer, men annars lik M4000.

## Exempel på artister och grupper som använder mellotron
- Abba
- Anekdoten
- Barclay James Harvest
- Beatles
- David Bowie
- Genesis
- Gentle Giant
- Greenslade
- Grobschnitt
- Guns N' Roses
- Steve Hackett
- Bo Hansson
- King Crimson
- Led Zeppelin
- The Moody Blues
- Neon Rose
- Oasis
- Opeth
- Porcupine Tree
- Red Hot Chili Peppers
- Klaus Schulze
- The Smashing Pumpkins
- Spock's Beard
- The Strawbs
- Taake
- Tangerine Dream
- Talk Talk
- Therion
- Trettioåriga Kriget
- Vangelis
- Rick Wakeman
- Yes
- Änglagård